# فيليب مكلوين
فيليب مكلوين (بالإنجليزية: Philip McElwaine) (مواليد 5 ديسمبر 1957) هو ملاكم أسترالي، مثّل بلاده في الألعاب الأولمبية الصيفية 1976.

## روابط خارجية
فيليب مكلوين على موقع أوليمبيديا (الإنجليزية)
- فيليب مكلوين على موقع اللجنة الأولمبية الأسترالية (الإنجليزية)
- فيليب مكلوين على موقع اتحاد ألعاب الكومنولث (مؤرشف) (الإنجليزية)